# Agricol Perdiguier

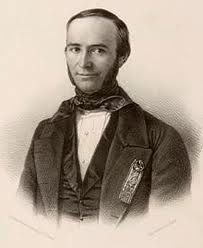
Agricol Perdiguier

Agricol Perdiguier (* 3. Dezember 1805 in Morières-lès-Avignon; † 26. März 1875 in Paris) war ein französischer Wandergeselle, Politiker und Schriftsteller.

## Leben
Agricol Perdiguier war als Handwerker Mitglied einer Gesellenbruderschaft (französisch: Compagnonnage)  und trug den Namen Avignonnais La Vertu. Er ging auf die Walz und schrieb darüber 1839 ein Buch, das ihn mit den Pariser Literaten in Verbindung brachte. Namentlich George Sand machte ihn zum Helden eines ihrer Romane. Er erlangte Bekanntheit und wurde 1848 in die Assemblée constituante (konstituierende Nationalversammlung) und 1849 in die Assemblée législative (gesetzgebende Nationalversammlung) gewählt. Das Ende der Zweiten Republik am 2. Dezember 1851 zwang ihn ins Exil in der Schweiz. Dort veröffentlichte er 1854 die bis heute aufgelegten Erinnerungen eines Wandergesellen (Mémoires d’un compagnon). 1855 kehrte er nach Paris zurück und starb dort 20 Jahre später im Alter von 69 Jahren.

## Werke (Auswahl)
- Le livre du compagnonnage. Paris 1839, 1841, 1857. Laffitte, Marseille 1978. Maxtor, Rungis 2012.
- Biographie de l'auteur du „Livre du compagnonnage“ et réflexions diverses ou Complément de l'„Histoire d'une scission dans le compagnonnage“. Paris 1846. Fédération nationale compagnonnique des métiers du bâtiment, Paris 2004.
- Histoire démocratique des peuples anciens et modernes. 7 Bde. Marcel, Paris 1849–1851.
- Mémoires d'un compagnon.  Genf 1854. Moulins 1914. Denoël, Paris 1943. Maspéro, Paris 1977.  Paris 1992. La Découverte, Paris 2002.
- Les Gavots et les Devoirants ou La réconciliation des compagnons. Paris 1862. C. Lacour, Nîmes 2003. (gavot = Wandergeselle ; devoirant oder dévorant = Wandergeselle)
- Question vitale sur le compagnonnage et la classe ouvrière. Dentu, Paris 1863.